# Chrysochloroma meeki
Chrysochloroma meeki är en fjärilsart som beskrevs av W. Warren 1896. Chrysochloroma meeki ingår i släktet Chrysochloroma och familjen mätare. Inga underarter finns listade i Catalogue of Life.